# S.Nallur
S.Nallur là một thị xã panchayat của quận Coimbatore thuộc bang Tamil Nadu, Ấn Độ.

## Nhân khẩu
Theo điều tra dân số năm 2001 của Ấn Độ, S.Nallur có dân số 30.319 người. Phái nam chiếm 53% tổng số dân và phái nữ chiếm 47%. S.Nallur có tỷ lệ 75% biết đọc biết viết, cao hơn tỷ lệ trung bình toàn quốc là 59,5%: tỷ lệ cho phái nam là 80%, và tỷ lệ cho phái nữ là 68%. Tại S.Nallur, 11% dân số nhỏ hơn 6 tuổi.